# Mittenothamnium caudiforme
Mittenothamnium caudiforme är en bladmossart som beskrevs av Jules Cardot 1913. Mittenothamnium caudiforme ingår i släktet Mittenothamnium och familjen Hypnaceae. Inga underarter finns listade i Catalogue of Life.